# Truchtersheim (comuna delegada)
Truchtersheim era una comuna francesa situada en el departamento de Bajo Rin, de la región de Gran Este, que el 1 de enero de 2016 pasó a ser una comuna delegada de la comuna nueva de Truchtersheim al fusionarse con la comuna de Pfettisheim.

## Demografía
| Gráfica de evolución demográfica de Truchtersheim entre 1800 y 2013 |
|                                                                     |

Los datos demográficos contemplados en este gráfico de la comuna de Truchtersheim se han cogido de 1800 a 1999 de la página francesa EHESS/Cassini, y los demás datos de la página del INSEE.